# Louis Dubreuilh
Louis Dubreuilh (1862 – 1924) è stato un politico francese.
Fu il primo segretario generale della Sezione Francese dell'Internazionale Operaia dal 1905 al 1918.
Giornalista, milita inizialmente al fianco di Édouard Vaillant e diviene nel 1901 segretario generale del Partito socialista di Francia. Al Congresso di fondazione della SFIO nel 1905, è eletto alla Commissione amministrativa permanente (CAP), e in seguito segretario generale. Lascia la carica nel 1908 dopo aver perso la maggioranza in seno al partito. Al Congresso di Tours (1920), è firmatario della mozione Blum.
Suo successore alla guida della SFIO è Ludovic-Oscar Frossard.